# Balázs Kiss (luchador)
Balázs Kiss (Budapest, 27 de enero de 1983) es un deportista húngaro que compite en lucha grecorromana.
Ganó tres medallas en el Campeonato Mundial de Lucha entre los años 2009 y 2017, y cuatro medallas en el Campeonato Europeo de Lucha entre los años 2007 y 2021.

## Palmarés internacional
| Campeonato Mundial | Campeonato Mundial  | Campeonato Mundial | Campeonato Mundial |
| Año                | Lugar               | Medalla            | Categoría          |
| ------------------ | ------------------- | ------------------ | ------------------ |
| 2009               | Herning (Dinamarca) | Medalla de oro     | 96 kg              |
| 2013               | Budapest (Hungría)  | Medalla de bronce  | 96 kg              |
| 2017               | París (Francia)     | Medalla de bronce  | 98 kg              |
| Campeonato Europeo |                     |                    |                    |
| Año                | Lugar               | Medalla            | Categoría          |
| 2007               | Sofía (Bulgaria)    | Medalla de bronce  | 96 kg              |
| 2017               | Novi Sad (Serbia)   | Medalla de bronce  | 98 kg              |
| 2018               | Kaspisk (Rusia)     | Medalla de bronce  | 97 kg              |
| 2021               | Varsovia (Polonia)  | Medalla de plata   | 97 kg              |